# Scuola Kanō

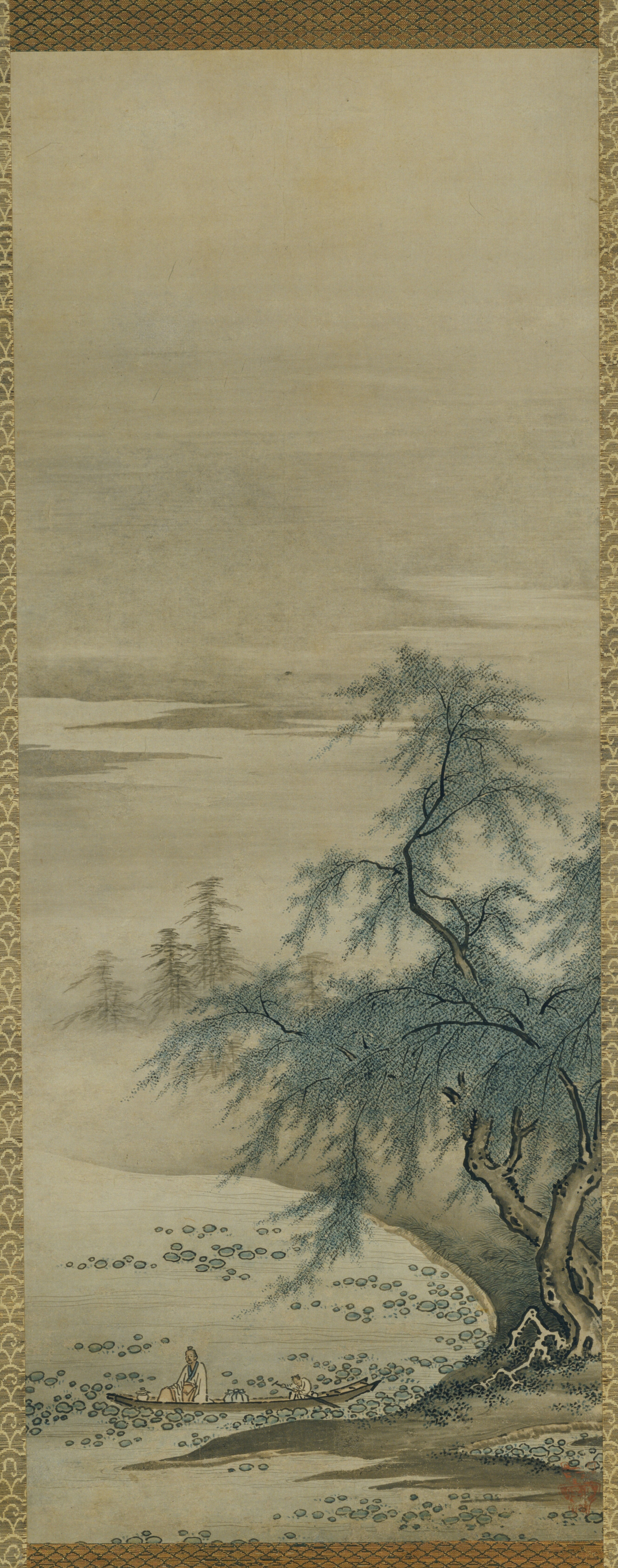
Zhou Maoshu ammira i fiori di loto - Pergamena realizzata da Kanō Masanobu.

La scuola Kanō (狩野派?, , Kanō-ha) è una scuola pittorica giapponese fondata nel periodo Muromachi (1333-1573) da Kanō Masanobu (1434-1530) e da suo figlio Kanō Motonobu (1475-1559).
La scuola Kanō ebbe una grande diffusione e risultò la più importante nell'epoca che va dal periodo Azuchi-Momoyama (1573-1603) fino alla fine del periodo Edo (1603-1868).

## Storia
Il successo della scuola e la sua longevità furono determinati da due fattori: il primo è che i suoi rappresentanti appartenendo alla stessa famiglia si trasmisero le tradizioni artistiche, inoltre si misero in evidenza durante la loro carriera e ottennero il titolo di artisti ufficiali dello shōgun; il secondo fattore è che crearono una scuola giapponese con uno stile giapponese, grazie all'unione della tecnica sumi-e (pittura a inchiostro e acqua), della Kanga paesaggistica monocroma cinese e della brillante cromaticità della scuola Tosa.
Gli artisti Kanō lavorarono principalmente per la nobiltà, per gli shogun e per gli imperatori, coprendo una vasta gamma di stili, materie e formati, da una iniziale influenza della pittura cinese fino ad una progressiva nascita di uno stile giapponese.
La scuola Kanō nacque a Kyoto e in una prima fase si dimostrò ricettiva alla fusione con altri stili e solo dopo il trasferimento nella nuova capitale Edo assunse caratteristiche artistiche stabili e ben definite, come la raffinatezza e l'essenzialità.
Il fondatore Masanobu dipinse soprattutto ad acquerello paesaggi in stile cinese, oltre a dipinti di figure, uccelli e fiori.

Alberi di cipressi, schermo a otto pannelli attribuito a Kanō Eitoku.

Fondamentali furono le scelte di Motonobu di aggiungere i soggetti dello stile yamato-e e la tecnica cromatica della scuola Tosa, che conobbe bene poiché sposò la figlia del caposcuola Tosa Mitsunobu. Motonobu si caratterizzò per l'unione dei chiaroscuri cinesi con l'espressioni cromatiche delle percezioni.  Decorò anche spade e ventagli oltre a opere di grandi dimensioni. I suoi tre figli proseguirono la sua tradizione artistica e risultarono di unione, di collegamento con il grande Kanō Eitoku (1543-1590), nipote di Motonobu, che si distinse per le grandi decorazioni del castello di Osaka e di Azuki, caratterizzate da un cromatismo luminoso e una semplificazione della forma su sfondi dorati.

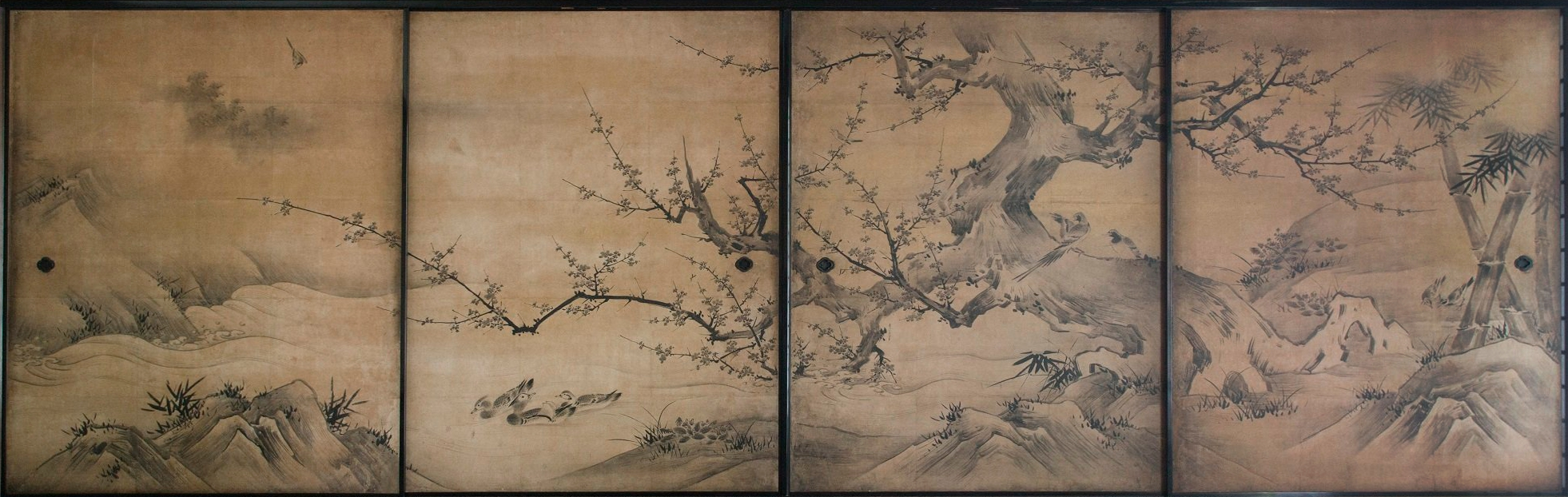
Uccelli e fiori delle quattro stagioni, di Kanō Eitoku, per un monastero.

Gli artisti della scuola Kanō lavorarono prevalentemente per grandi decorazioni degli interni dei castelli, sulle porte scorrevoli (fusuma), sui paraventi (byōbu) e sulle pergamene; i soggetti più comuni erano i paesaggi, spesso come sfondo per animali, draghi, uccelli, alberi o fiori. Le decorazioni volevano esprimere la grandezza, l'importanza e la potenza delle famiglie nobili.
I soggetti mostrati spesso avevano un significato morale o forse politico, e illustravano leggende e contenevano una "morale", come quella confuciana.
Lo stile Kanō si caratterizzò per le linee solide e vigorose, i disegni suggestivi e maestosi, i colori intensi, i temi fantasiosi.

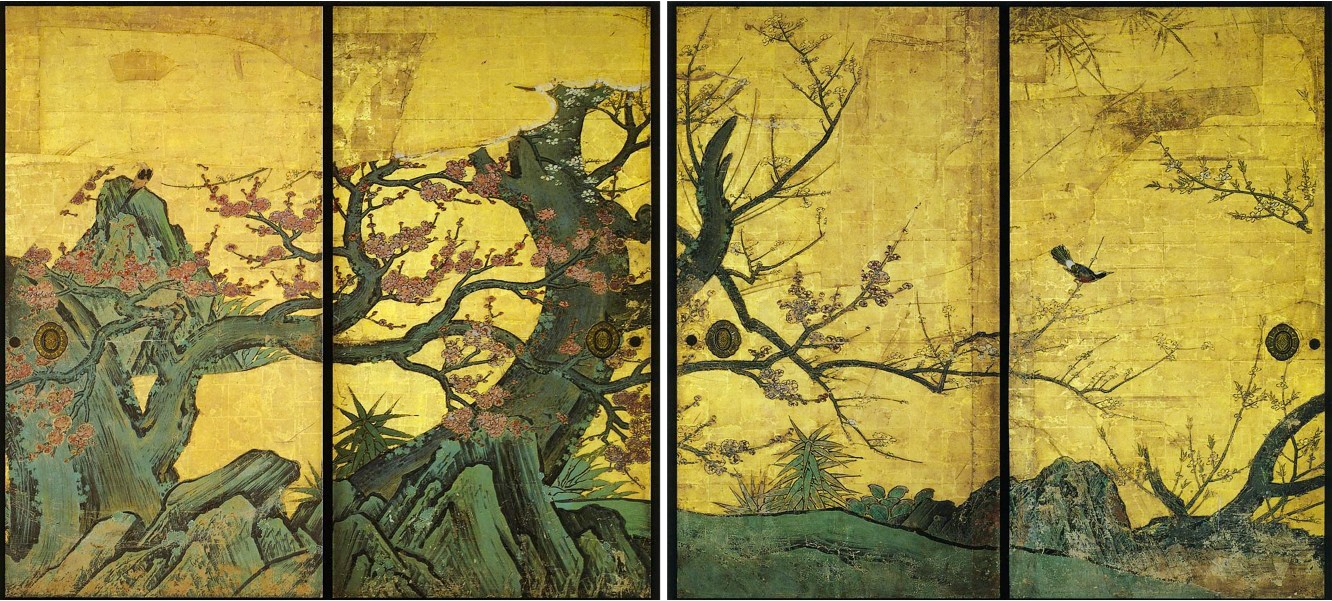
Albero di susino, set di porte scorrevoli di Kanō Sanraku, primi anni del XVII secolo.

Negli anni successivi la famiglia Kanō passò al servizio dello shogunato Tokugawa e con Morinobu (1602-1674) divenne la famiglia di artisti ufficiali del regime; si trasferì parzialmente a Edo formando così due rami, uno a Kyoto e uno a Edo. Morinobu si mise in luce soprattutto per i dipinti murali come quelli del castello di Nijo dove riuscì ad esprimere lo spirito del periodo Edo. Aggiornò lo stile Kanō introducendovi elementi confuciani, conservatori, delicati e armoniosi.
Da citare anche le opere del fratello minore di Morinobu, Noanobu (1607-1650), che introdusse elementi cinesi Song e Zen.
Dal XVII secolo gli artisti della scuola Kanō lavorarono non solamente per i palazzi imperiali e per i nobili, ma anche per la nuova classe mercantile urbana, utilizzando spesso il genere di stampa su carta chiamato ukiyo-e.
Negli anni seguenti gli artisti Kanō si dimostrarono più che altro accademici, e si ispirarono ai modelli dei loro predecessori, non introducendo più innovazioni e aggiornamenti stilistici e formali.
Nonostante la perdita del patrocinio ufficiale con il periodo Meiji e la diffusione dell'arte ukiyo-e, gli artisti hanno continuato a lavorare nello stile Kanō fino agli inizi del XX secolo.

## Opere del Tesoro nazionale del Giappone
Molte delle opere pittoriche realizzate dalle scuole Kanō, e tuttora conservate nei musei del territorio nazionale del Giappone, sono incluse nella lista ufficiale dei tesori del Giappone.
Al secolo XV, al periodo Muromachi appartengono il rotolo verticale in stile cinese Zhou Maoshu ammira i fiori di loto di Kanō Masanobu, e il paravento pieghevole a 6 ante di Kanō Hideyori Osservando gli aceri, uno dei primi lavori della scuola Kanō con soggetto tipico dello stile Yamato-e.
Del periodo Momoyama sono state designate opere del Tesoro nazionale una serie di dipinti su pannelli e porte scorrevoli decorate da Kanō Eitoku e dal padre Kanō Shōei per il monastero Daitoku-ji a Kyoto, che comprende le porte con Uccelli e fiori delle Quattro stagioni qui presentate. Pure di Eitoku è il grande paravento dei Cipressi al Museo nazionale di Tokyo, e una coppia di paraventi a 6 pannelli che presenta una scena panoramica affollata di cittadini, Scene nella capitale e dintorni, ora al museo di Yonezawa, Yamagata.
Di Kanō Naganobu una coppia di paraventi  (prive di due pannelli distrutti dal terremoto del Kantō del 1923) illustra una  Festa sotto gli alberi di aronia, conservata al Museo nazionale di Tokyo. 
Nella lista dei tesori del Giappone  compaiono anche altri artisti tra cui Hasegawa Tōhaku (XVI secolo) e Maruyama Ōkyo (XVII secolo), che si formarono alla scuola Kanō e proseguirono la carriera come artisti indipendenti. Molte altre opere realizzate all’interno dei laboratori della scuola Kanō hanno ricevuto la designazione di minore rilievo, comunque prestigiosa, di Bene culturale importante del Giappone.

## Artisti
La seguente lista è un elenco incompleto degli artisti dello stile Kanō, la maggior parte della stessa famiglia Kanō; molti altri artisti acquisirono il nome di Kanō e mantennero un legame con una delle botteghe della famiglia,  altri si formarono nei laboratori artistici dei Kanō ma successivamente continuarono la propria attività come pittori indipendenti:
- Kanō Masanobu (1434–1530), fondatore della scuola;
- Kanō Motonobu (1476–1559), figlio di Masanobu;
- Kanō Eitoku (1543–1590);
- Kanō Hideyori (? -  1557);
- Kanō Domi (1568–1600);
- Kanō Sanraku (1559–1635);
- Kanō Naizen (1570–1616);
- Kanō Sansetsu (1589–1651), fondatore della scuola Kyō-ganō (京狩野?), una diramazione della scuola Kanō diffusasi a Kyoto;
- Kanō Tan'yū (1602–1674);
- Kanō Einō (1631–1697);
- Kanō Tsunenobu (1636–1713);
- Kiyohara Yukinobu (1643–1682), nipote di Kanō Tan'yū;
- Hanabusa Itchō (1652-1724);
- Kanō Tanshin (1653–1718);
- Kanō Chikanobu (1660–1728);
- Kawamata Tsuneyuki (1677- ?);
- Tsukioka Settei (1710-1786);
- Kanō Michinobu (1730–1790);
- Kanō Shōsenin (1823–1880);
- Kanō Hōgai (1828–1888);
- Hashimoto Gahō (1835–1908).

Opere della scuola Kanō
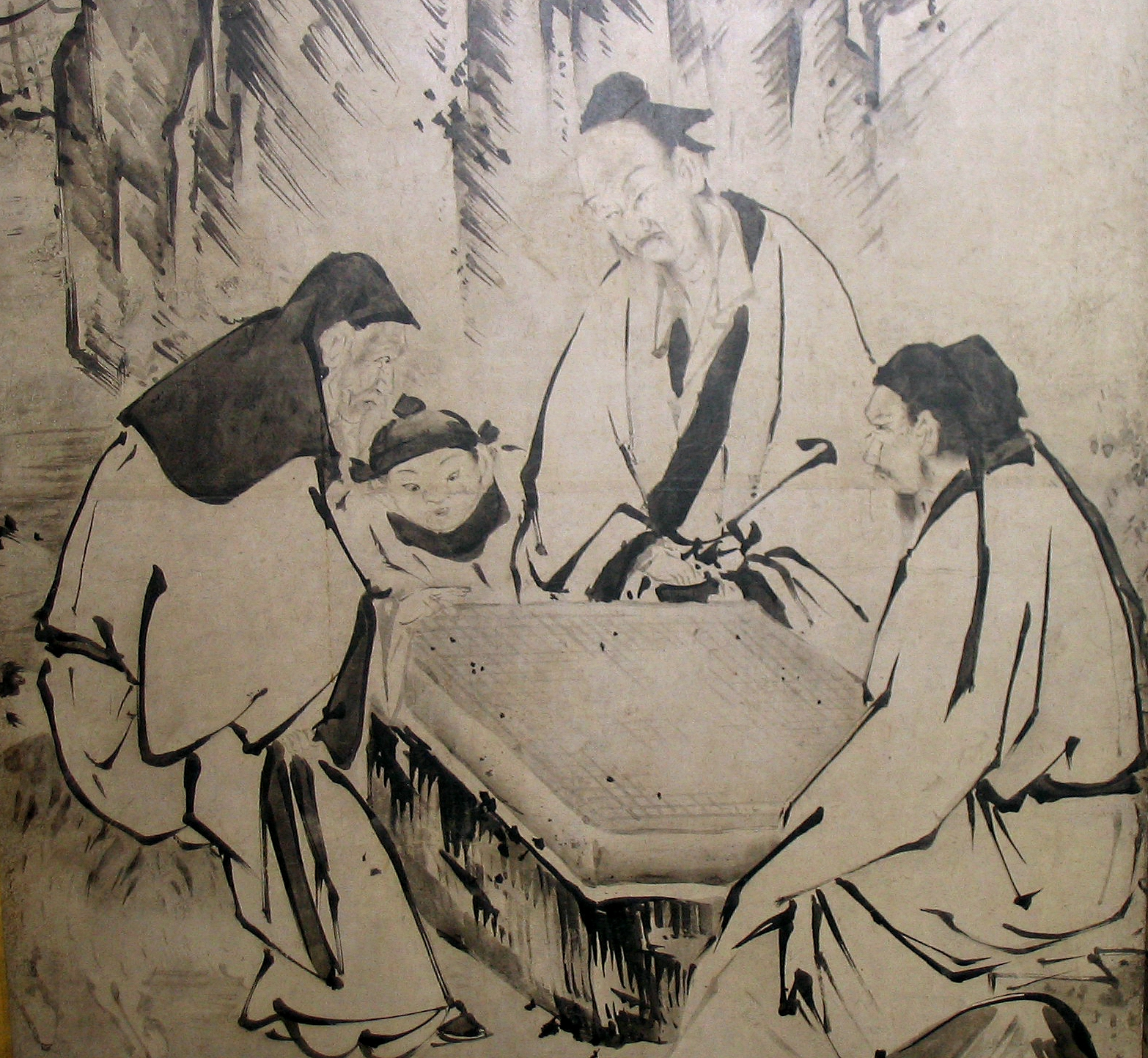
Dettaglio della Messa in scena dei quattro, di Kanō Eitoku. Uno dei sei schermi pieghevoli di inchiostro su carta. Descrive i giocatori del gioco da tavolo go.
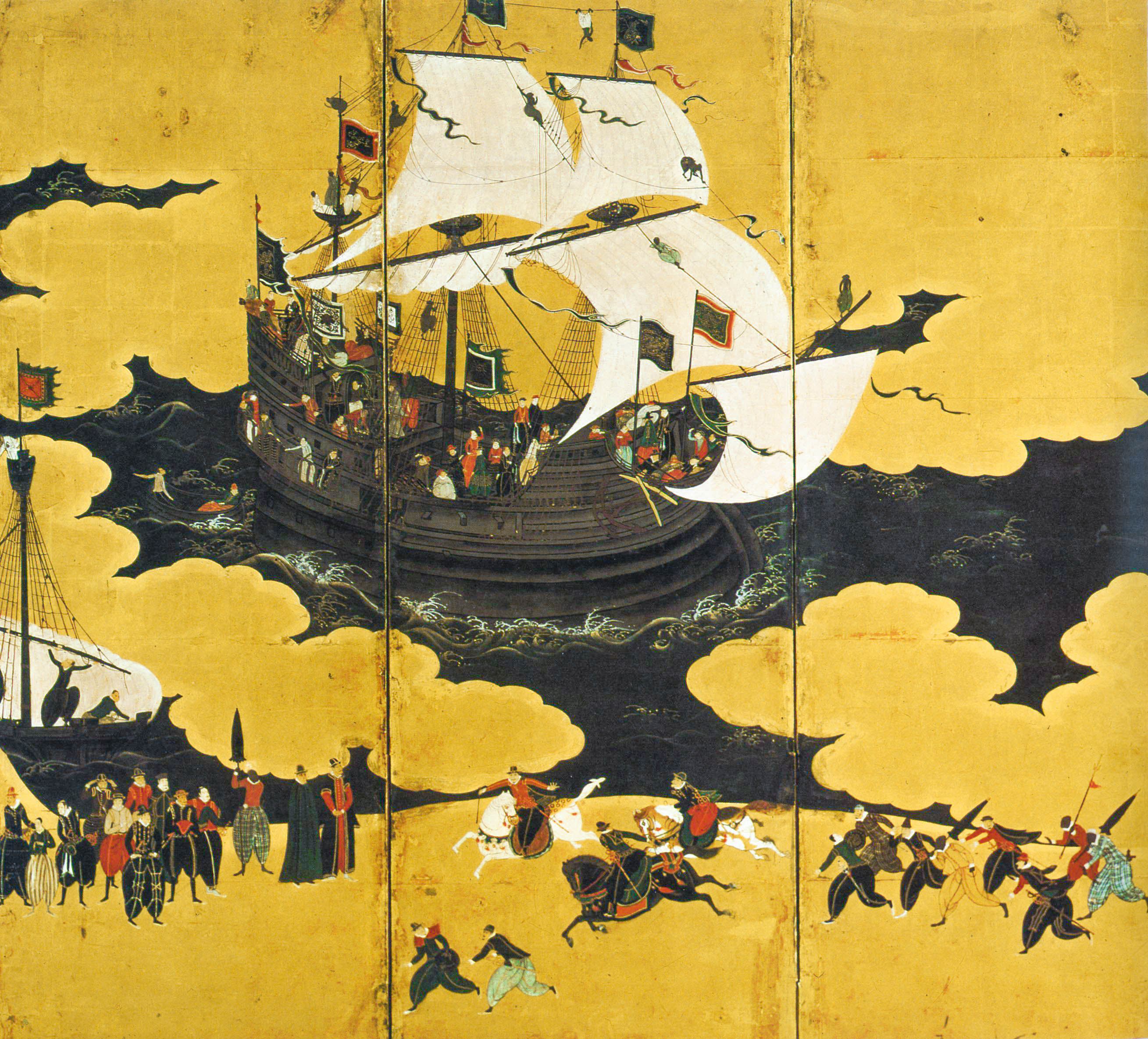
Particolare dello schermo raffigurante l'Arrivo di una nave occidentale, attribuito a Kanō Naize.
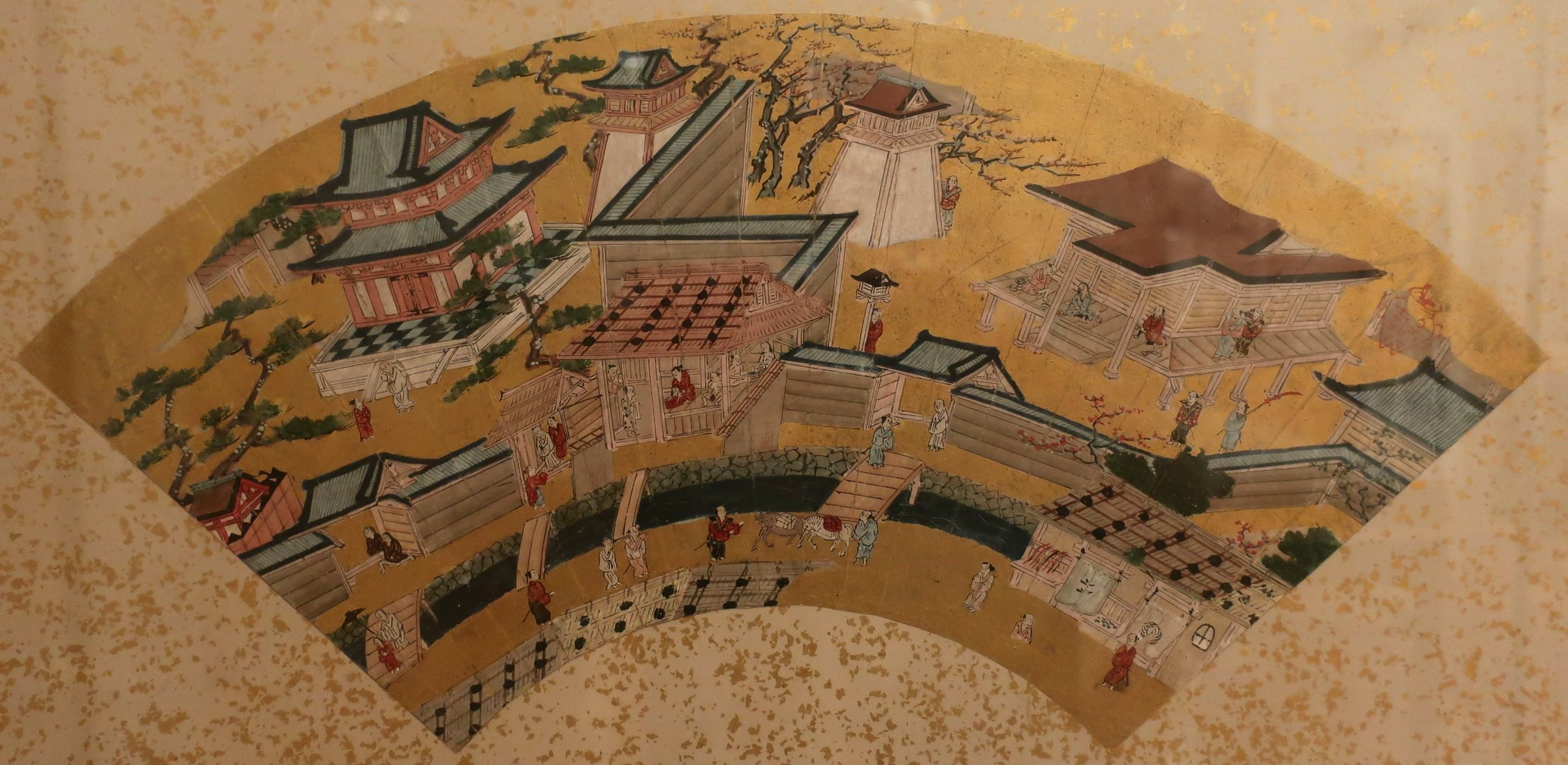
Vista di Kyoto, di Kanō Motohide, della seconda metà del XVI secolo.
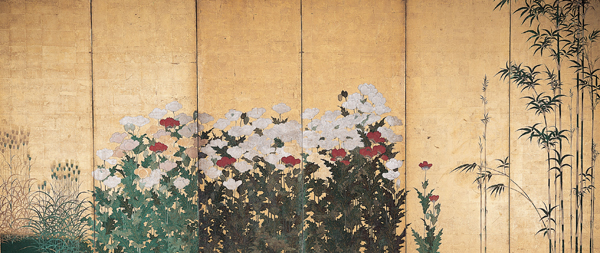
Screen of Grano, papaveri e bambù di Kanō Shigenobu
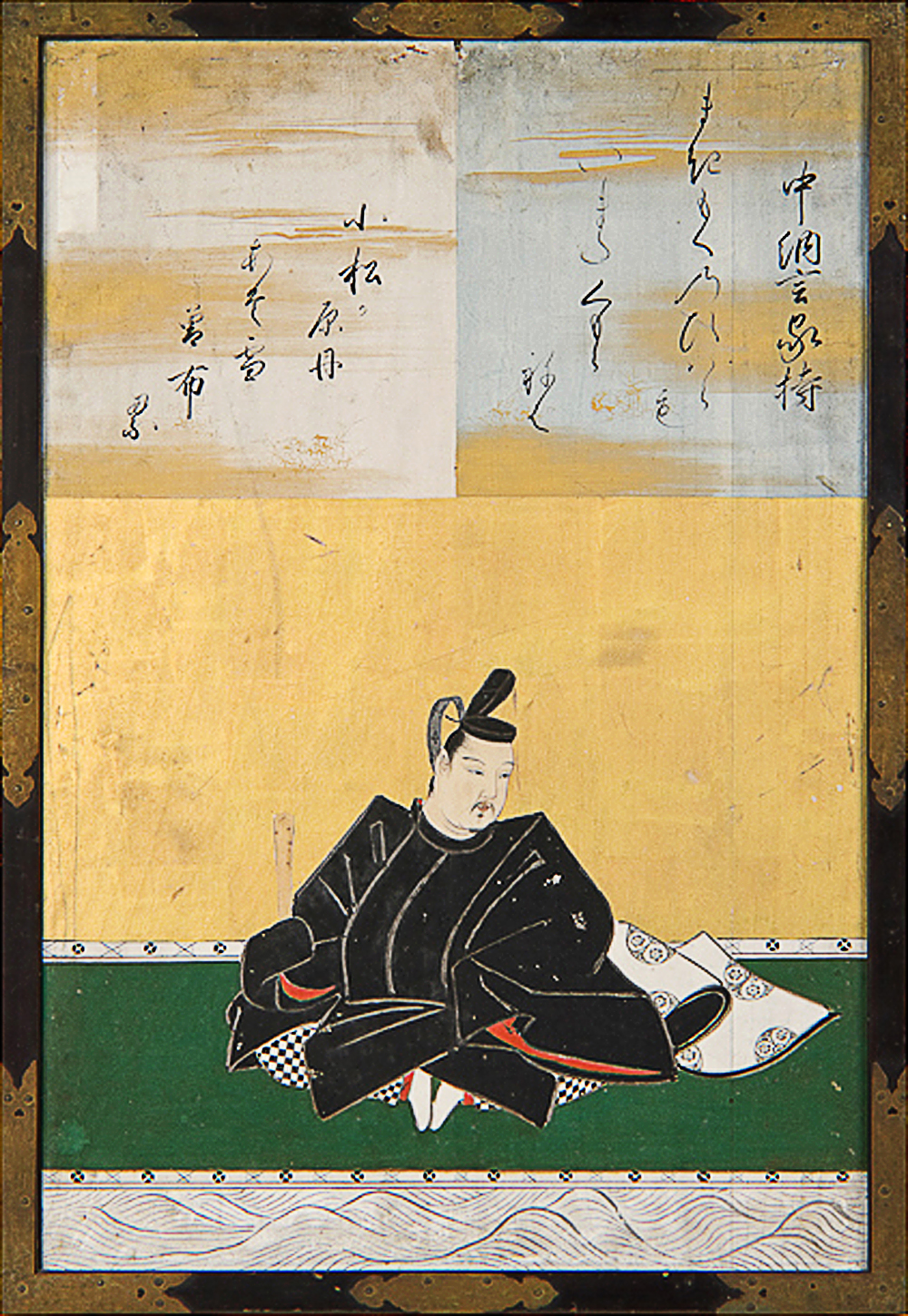
Ritratto immaginario del poeta Ōtomo no Yakamochi (718-785) eseguito da Kanō Tan'yū, 1648